# دوري أندورا الممتاز 2013–14
دوري أندورا الممتاز 2013–14 هو الموسم 19 من  دوري أندورا الممتاز. أقيم خلال الفترة 22 سبتمبر 2013 وحتى 4 مايو 2014، والذي يشرف على تنظيمه اتحاد أندورا لكرة القدم، وكان عدد الأندية المشاركة فيه  8، وفاز فيه نادي سانتا كولوما.